# 吳珠恩
吳珠恩（韓語：오주은，1980年7月7日—），韓國女演員。

## 演出作品

### 電視劇
- 2003年：SBS《太陽深處》
- 2004年：SBS《巴黎戀人》飾演 文允兒
- 2005年：KBS《漂亮寶貝》飾演 羅喜珠
- 2006年：MBC《可惡的女人們》
- 2008年：KBS《我被你迷住》
- 2008年：OCN《女師父一體》
- 2012年：Channel A《再見，老婆》飾演 周智愛
- 2015年：tvN《Super Daddy 烈》飾演 蔡幼拉
- 2017年：MBC《多樣的兒媳》飾演 五美子

### 電影
- 2004年：《S日記》

## 綜藝節目
- 2010年-2011年：MBC Every1《無限女孩》

## 外部連結
- 吳珠恩的Instagram帳戶